# 1re étape du Tour de France 1952
Vous lisez un « bon article » labellisé en 2023.
Pour un article plus général, voir Tour de France 1952.
La 1re étape du Tour de France 1952 s'est déroulée le 25 juin 1952 entre les villes de Brest, qui accueille pour la première fois le départ d'un Tour, et de Rennes, qui est une ville-étape du Tour pour la sixième fois de son histoire. Le parcours franchit les reliefs bretons à travers les départements du Finistère, des Côtes-du-Nord et de l'Ille-et-Vilaine, sur une route accidentée longue de 246 km. Il passe notamment les villes de Morlaix, Guingamp et Saint-Brieuc.
Cette première étape des vingt-trois prévues lance la 39e édition du Tour de France, dont Fausto Coppi a pris le départ en tant qu'immense favori en l'absence d'Hugo Koblet, vainqueur de l'édition précédente, et de Louison Bobet, alors champion de France.
La course est remportée par le Belge Rik Van Steenbergen devant son compatriote et coéquipier Maurice Blomme, tous les deux membres de l'équipe de Belgique. Ils sont accompagnés sur le podium par un jeune coureur français, Pierre Pardoën, membre de l'équipe régionale Nord-Est / Centre, récemment passé professionnel et inconnu du grand public, qui a réussi à se maintenir jusqu'à l'arrivée dans ce trio d'échappés.
La course est marquée par un grand nombre de tentatives d'échappées principalement dans la première partie, dont celles de plusieurs favoris du Tour (Raphaël Géminiani et Fausto Coppi notamment) qui se sont systématiquement neutralisés, avant qu'une échappée de cinq coureurs (lancée au km 143) dans laquelle se trouvent les trois premiers coureurs à l'arrivée, parvienne à prendre un avantage définitif sur le peloton. Un seul coureur, Mustapha Chareuf, membre de l'équipe Afrique du Nord, abandonne sur les 122 coureurs partis de Brest.
La victoire de Rik Van Steenbergen, qui franchit la ligne d'arrivée à Rennes plus de six minutes avant le peloton, lui permet de prendre le maillot jaune du leader du classement général individuel avec une avance confortable et à l'équipe de Belgique de remporter le classement par équipes de la première étape. Pierre Pardoën remporte quant à lui le prix de la combativité.

## Profil de l'étape
Le parcours est exactement le même que celui qui est utilisé par l'épreuve Paris-Brest-Paris jusqu'à sa disparition en 1951 (dans sa phase retour). Il emprunte la RN12 (la « route de Paris ») sur la quasi-totalité de l'étape jusqu'à Rennes. Le profil est accidenté et quasiment dénué de portion plane. Les difficultés du jour sont décrites par plusieurs journaux comme les « montagnes russes du pays breton ».
La première partie commence à la sortie de Brest et ne présente pas de réelle difficulté (450 m de dénivelé cumulés sur 43 km) excepté une petite côte aux abords de Guipavas. La deuxième partie est caractérisée par une succession de côtes dont les pentes sont plus ou moins raides (1 800 m de dénivelé  cumulés sur 160 km). Parmi elles, la côte de Saint-Thégonnec au km 43 (avec un passage à 5 % de dénivelé), la côte de Saint-Laurent-Plouegat au km 72 (avec un passage à 4,8 % de dénivelé), la côte de Belle-Isle-en-Terre au km 90 (avec un passage à 5,7 % de dénivelé) et la côte avant Saint-Brieuc km 137 (avec un passage à 5,1 % de dénivelé). La dernière partie, après Quédillac au km 203, si elle n'est pas plate, ne présente plus de pente significative (350 m de dénivelé cumulés sur 45 km). L'étape se termine à Rennes par une traversée de la ville et enfin un tour du circuit du vélodrome.
Dans les colonnes de L'Équipe, l'organisateur déclare que les conditions du parcours sont propices à la formation « d'une échappée sérieuse déclenchée avant le centième kilomètre pour s'achever victorieusement par une séance de train échevelée dont le couronnement serait un sprint à six ou sept sur la piste du vélodrome rennais ». Cependant, il met en garde contre l'influence possible d'un vent défavorable qui pourrait compromettre les chances d'une échappée. Si cette situation ne se présente pas, il anticipe la possibilité « d'enregistrer des écarts sensibles et des prises de position du genre passionnant ».
| Département   | Lieu                   | km  |                 | Département              | Lieu | km |
| Finistère     | Brest                  | 0   | Côtes-du-Nord   | Trémuson                 | 135  |    |
| Finistère     | Guipavas               | 5   | Côtes-du-Nord   | Saint-Brieuc             | 143  |    |
| Finistère     | Landerneau             | 18  | Côtes-du-Nord   | Langueux                 | 147  |    |
| Finistère     | Landivisiau            | 34  | Côtes-du-Nord   | Yffiniac                 | 150  |    |
| Finistère     | Saint-Thégonnec        | 44  | Côtes-du-Nord   | Saint-René               | 153  |    |
| Finistère     | Morlaix                | 57  | Côtes-du-Nord   | Lamballe                 | 163  |    |
| Finistère     | Plouigneau             | 67  | Côtes-du-Nord   | Noyal                    | 167  |    |
| Finistère     | Le Ponthou             | 72  | Côtes-du-Nord   | Plestan                  | 171  |    |
| Finistère     | Saint-Laurent-Plouégat | 75  | Côtes-du-Nord   | Langouhèdre              | 179  |    |
| Côtes-du-Nord | Plounerin              | 80  | Côtes-du-Nord   | Saint-Jouan-de-l'Isle    | 200  |    |
| Côtes-du-Nord | Kéramanach             | 83  | Ille-et-Vilaine | Quédillac                | 203  |    |
| Côtes-du-Nord | Plounévez-Moëdec       | 87  | Ille-et-Vilaine | Montauban-de-Bretagne    | 212  |    |
| Côtes-du-Nord | Belle-Isle-en-Terre    | 91  | Ille-et-Vilaine | Bédée                    | 220  |    |
| Côtes-du-Nord | Louargat               | 96  | Ille-et-Vilaine | Saint-Gilles             | 229  |    |
| Côtes-du-Nord | Grâces                 | 107 | Ille-et-Vilaine | Rennes (entrée)          | 241  |    |
| Côtes-du-Nord | Guingamp               | 111 | Ille-et-Vilaine | Rennes (stade vélodrome) | 246  |    |
| Côtes-du-Nord | Plouagat               | 123 | Ille-et-Vilaine |                          |      |    |

## Contexte au départ de l'étape

### La ville de Brest célèbre le départ du Tour
« Brest, pendant vingt-quatre heures, a oublié ses plaies et ses blessures. La ville est en fête, et les cent cars de la caravane publicitaire, tous haut-parleurs dehors, circulent entre les baraquements en donnant un air de kermesse foraine à la cité martyre. »
Pour la troisième fois seulement de son histoire, le Tour ne part pas depuis la capitale (cela a été le cas en 1926 depuis Evian et en 1951 depuis Metz). En 1952, l'organisation a sélectionné la ville de Brest pour lancer « la grande boucle ». Bien que cette ville ait déjà accueilli le peloton à vingt-trois reprises depuis 1903 en tant que ville-étape du Tour, les parcours des éditions précédentes organisées depuis 1947 (le premier Tour depuis la fin de la Seconde Guerre mondiale) avaient systématiquement évité la commune la plus peuplée du Finistère. En effet, Brest était encore en pleine reconstruction à la suite des bombardements subis pendant la bataille de Brest en 1944. Le retour du Tour et l'événement exceptionnel que représentait le grand départ organisé dans cette ville ont offert à la presse française l'opportunité d'observer sa transformation. Cependant, malgré les travaux de reconstruction en cours en 1952, la ville portait encore de nombreuses stigmates des destructions,,.
Pour autant, durant trois jours, les importantes festivités du grand départ (un concert avec trois cents joueurs de binious, un autre des mousses de Loctudy, des défilés folkloriques et les foules de locaux en costumes traditionnels,) et la foule de spectateurs, « éclipsent temporairement » la vue des nombreuses ruines et des baraquements (les logements provisoires des habitants de Brest).

Les coureurs du Tour ont participé à Brest aux festivités du départ du Tour
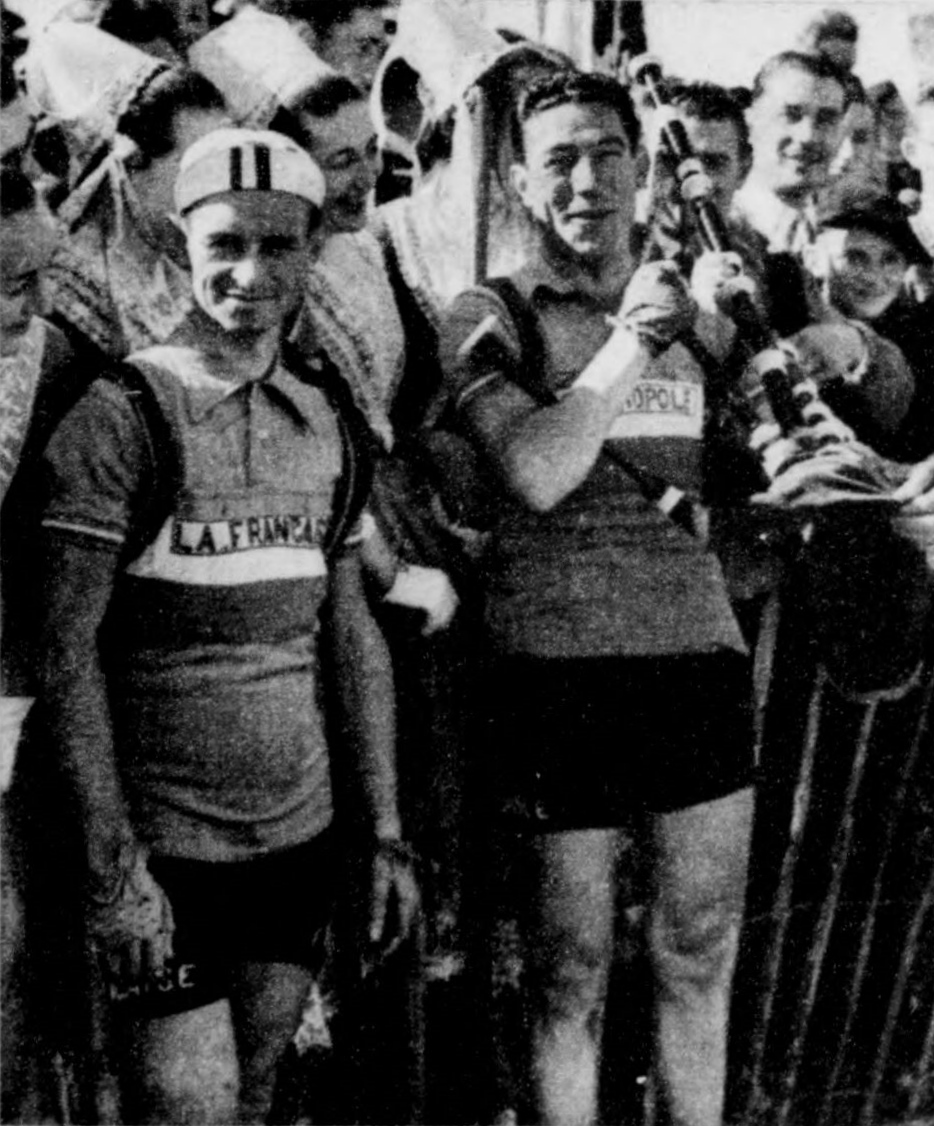
Maurice Quentin, à droite de Raoul Rémy, s'exerce au biniou.
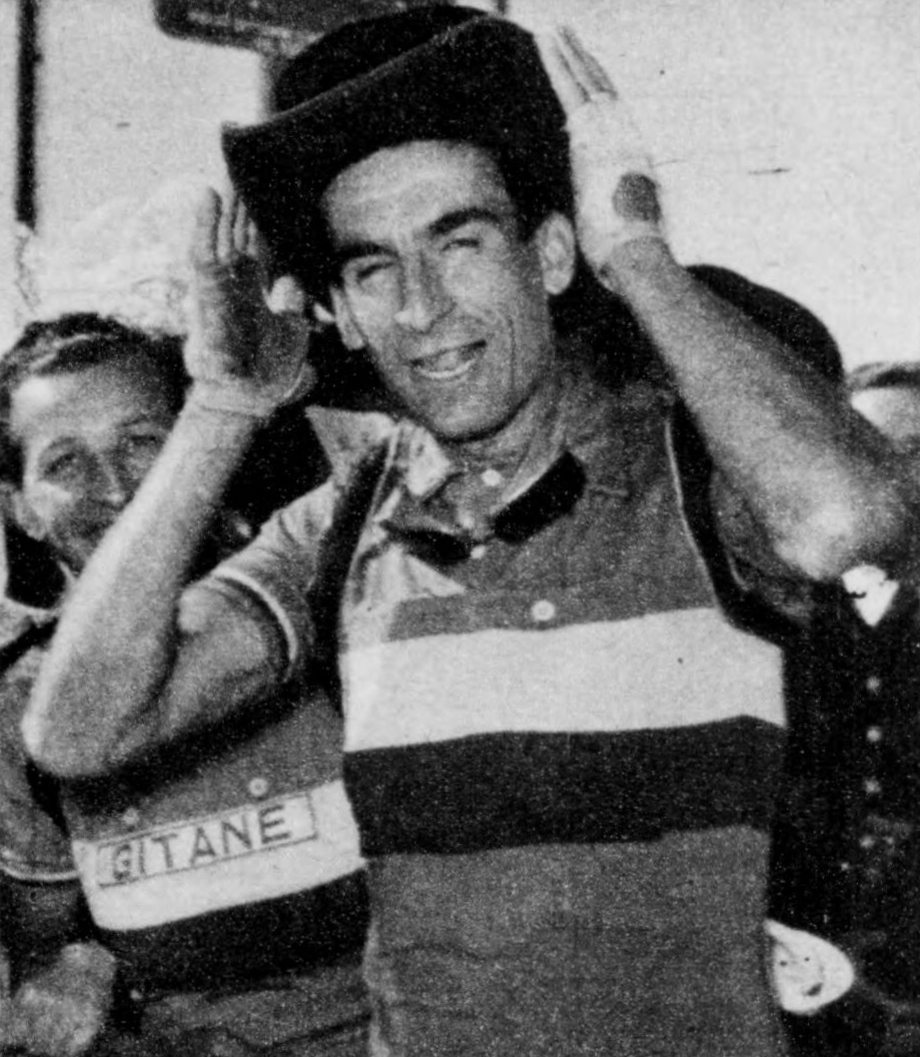
Raphaël Géminiani coiffé d'un chapeau de la marine bretonne.
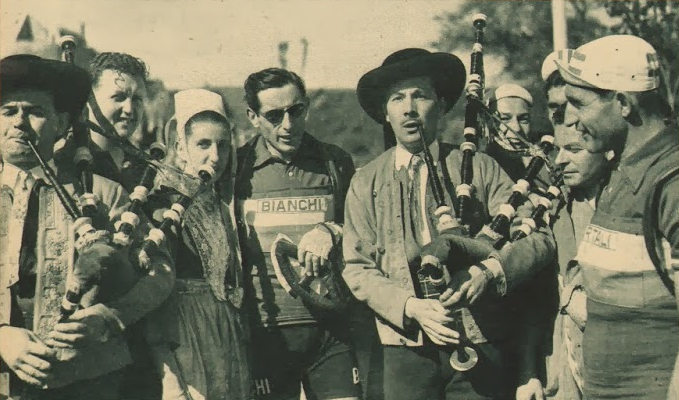
Fausto Coppi et Gino Bartali réunis autour d'un concert de binious.

### Le forfait de plusieurs favoris du Tour
« Fausto Coppi : seul pronostic raisonnable. Mais son isolement le place en face d'adversaires redoutables dont les principaux sont : Géminiani (volonté et puissance), Robic (un paquet de nerfs), Ockers et Bartali, et ceux qui dès les premières étapes sont décidés à jouer leur va-tout peuvent tout espérer d'un Tour plus ouvert que son prédécesseur. »
Avant même son départ, le Tour est confronté à une situation délicate : en l'espace d'une semaine, l'organisation apprend les forfaits de deux coureurs de renom, le vainqueur de l'édition précédente, le Suisse Koblet (non remplacé par son compatriote Kübler vainqueur en 1950) et de Bobet, le champion de France en titre. Ces deux coureurs, parmi les favoris désignés de cette édition, manquent ainsi à l'appel. De nombreux observateurs prédisent alors une victoire trop facile pour Coppi,, récent vainqueur Tour d'Italie 1952 et grand favori de cette édition en raison de son retour au meilleur de sa forme. L'organisateur, par l'intermédiaire du journal L'Équipe se voit contraint de défendre l'idée que le Tour réserve encore bien des incertitudes malgré ces défections, afin d'apaiser ceux qui craignent une absence de spectacle.
Par ailleurs, la veille du départ, deux nouveaux forfaits sont signalés aux organisateurs, cette fois-ci dans l'équipe du Luxembourg. Faute de temps, il est impossible de les remplacer, le peloton est réduit à 122 coureurs au lieu de 124 au départ à Brest.

### L'équipe de France sans véritable leader désigné
En l'absence de Bobet, l'équipe de France (dont la composition est scrutée par une grande partie de la presse française) aborde ce Tour sans véritable leader désigné. Au regard de leur récent palmarès, plusieurs coureurs français sont régulièrement cités dans les journaux pour prétendre à ce titre, :
- Géminiani a terminé 2e du Tour 1951 et 4e en 1950 et vient de terminer 9e du Tour d'Italie[23]. Coureur performant dans les courses par étapes, ses qualités de grimpeur (en attestent ses victoires au classement de la montagne sur le Tour de France et d'Italie) et son endurance physique lui ont permis de signer des bons résultats sur des épreuves de trois semaines[19] ;
- Robic, vainqueur du Tour 1947, effectue un retour inattendu dans l'équipe de France (pour laquelle il n'a pas été sélectionné depuis 1948). Son état de forme interroge, même s'il a signé quelques bons résultats dans les mois qui ont précédé le Tour[24],[19] ;
- Lazarides a terminé 3e du Tour 1951 mais n'a obtenu aucun grand résultat lors de son début de saison 1952[25],[26] ;
- Dotto, vainqueur du Critérium du Dauphiné 1952[27], est réputé pour ses qualités de grimpeur (il est recordman du temps d'ascension de plusieurs cols de prestige)[28] ;
- Lauredi, double vainqueur du Critérium du Dauphiné (1950 et 1951) et 2e en 1952[29], a rarement abordé le Tour dans les bonnes conditions physiques, ce qui a eu un impact sur ses résultats finaux. Préparé spécifiquement pour le Tour il prétend « n'avoir jamais été aussi fort »[30]. Son directeur sportif, Antonin Magne ajoute que « pour la première fois, j'ai préparé un homme pour le Tour de France, et j'attends de Lauredi ma plus grande fierté de directeur sportif »[31].

Marcel Bidot, directeur technique de l'équipe refuse à Brest de désigner un leader et déclare attendre les premières étapes pour évaluer la forme de chacun. Néanmoins, il est décidé qu'en cas de crevaison d'un des cinq hommes forts de l'équipe, ils recevraient une roue de leurs coéquipiers.

### Des tensions internes toujours présentes dans l'équipe d'Italie entre Coppi et Bartali

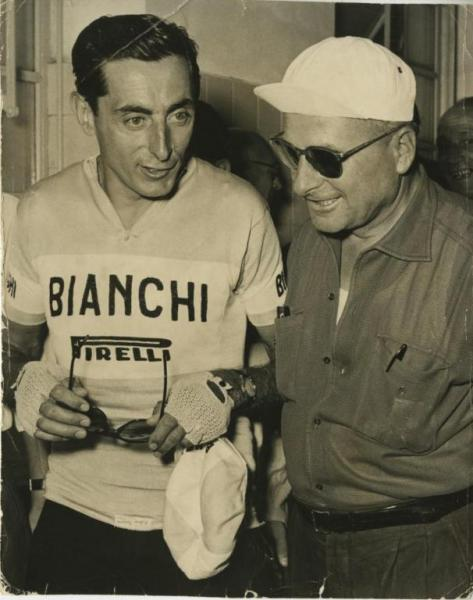
Alfredo Binda (sélectionneur de l'équipe d'Italie) et Fausto Coppi.

La presse ne manque pas de relater les tensions toujours persistantes entre les deux champions italiens, qui se retrouvent tous deux en position de favoris du Tour,. Bien qu'ils soient inscrits pour courir au sein de l'équipe italienne, les choses auraient pu en être autrement. Quinze jours avant le départ, Coppi exprima publiquement sa défiance envers Bartali quant à sa volonté à l'accompagner vers un éventuel doublé Giro-Tour. Il le soupçonne d'avoir des intentions contre-productives et le considère davantage comme un adversaire que comme un coéquipier. La déclaration surnommée « la bombe de Milan » par La Gazzetta dello Sport, a même menacé la participation officielle d'une équipe italienne au Tour de France. Elle trouva finalement un dénouement avec « le  pacte de Recaniti », conclu entre les différents protagonistes, qui permit d'organiser leur cohabitation dans l'équipe pendant l'épreuve.
Néanmoins, les tensions au sein de l'équipe demeurent, comme l'indique le directeur technique Alfredo Binda : « Il y aura au départ trois équipes dans la mienne : celle de Coppi, celle de Bartali et celle de Magni. » La méfiance est telle que Bartali fait même vérifier ses plats avant d'y goûter, de peur d'être empoisonné. La stratégie établie par Binda pour maintenir la cohésion au sein du groupe reste un mystère pour la presse au moment du départ de Brest. Il déclare par ailleurs « compter sur les Alpes pour départager les deux hommes », laissant entendre que l'équipe aborde le Tour sans leader prédestiné.

## Déroulement de la course

### Résumé de l'étape[a]

#### Départ de Brest et premières tentatives d'échappées

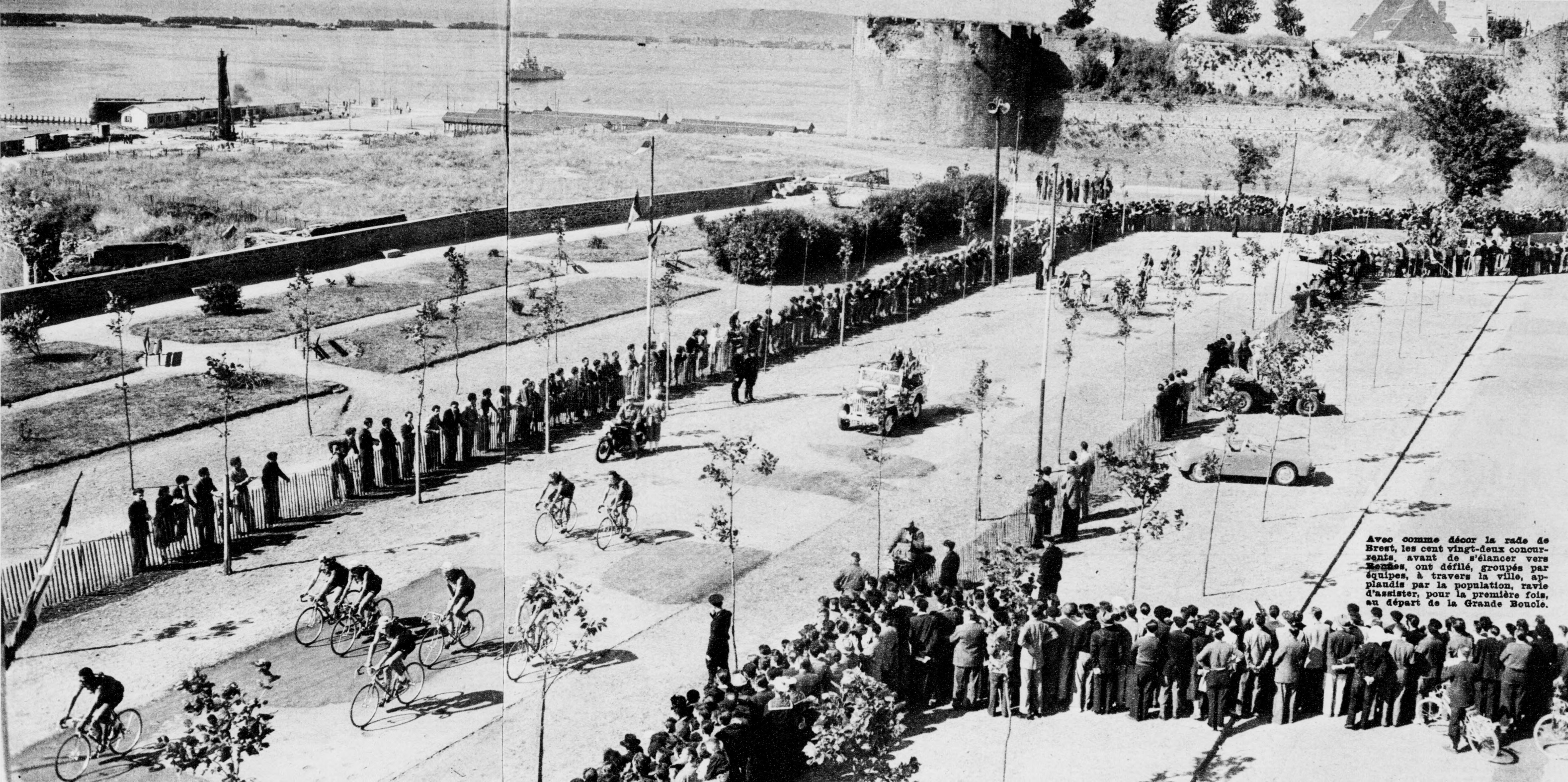
Défilé des 122 coureurs du Tour de France devant la rade de Brest avant le grand départ.

Au matin du 25 juin, les dernières festivités ont lieu à Brest et les cyclistes ont un programme précis à suivre avant le départ de la course : 
- 8 h : signatures et ravitaillement place des Fusillés ;
- 8 h 45 : présentation des équipes. Jean Pierre-Bloch président de la Société nationale des entreprises de presse (SNEP) propriétaire du Tour de France ouvre la « route de France » au peloton en coupant le ruban tricolore sous les yeux des coureurs[39],[40] ;
- 9 h 35 : départ du défilé par le cours d'Ajot, rue Salaun-Penquer, avenue Clemenceau, rue Jean Jaurès, place de Strasbourg à Rennes ;
- 10 h 0 : départ de l'étape à l'entrée de la route de Paris.

La météo prévue est ensoleillée et chaude, le vent est nul à tendance favorable.

Dès le début de l'étape plusieurs concurrents tentent de s'échapper. Au km 9, Sowa (Nord-Est / Centre) est le premier coureur à attaquer avec dans sa roue l'Italien Baroni (Italie) qui le rejoint sans véritablement collaborer. Malgré les efforts du Français, les deux hommes ne parviennent pas à prendre plus d'une centaine de mètres d'avance,. 

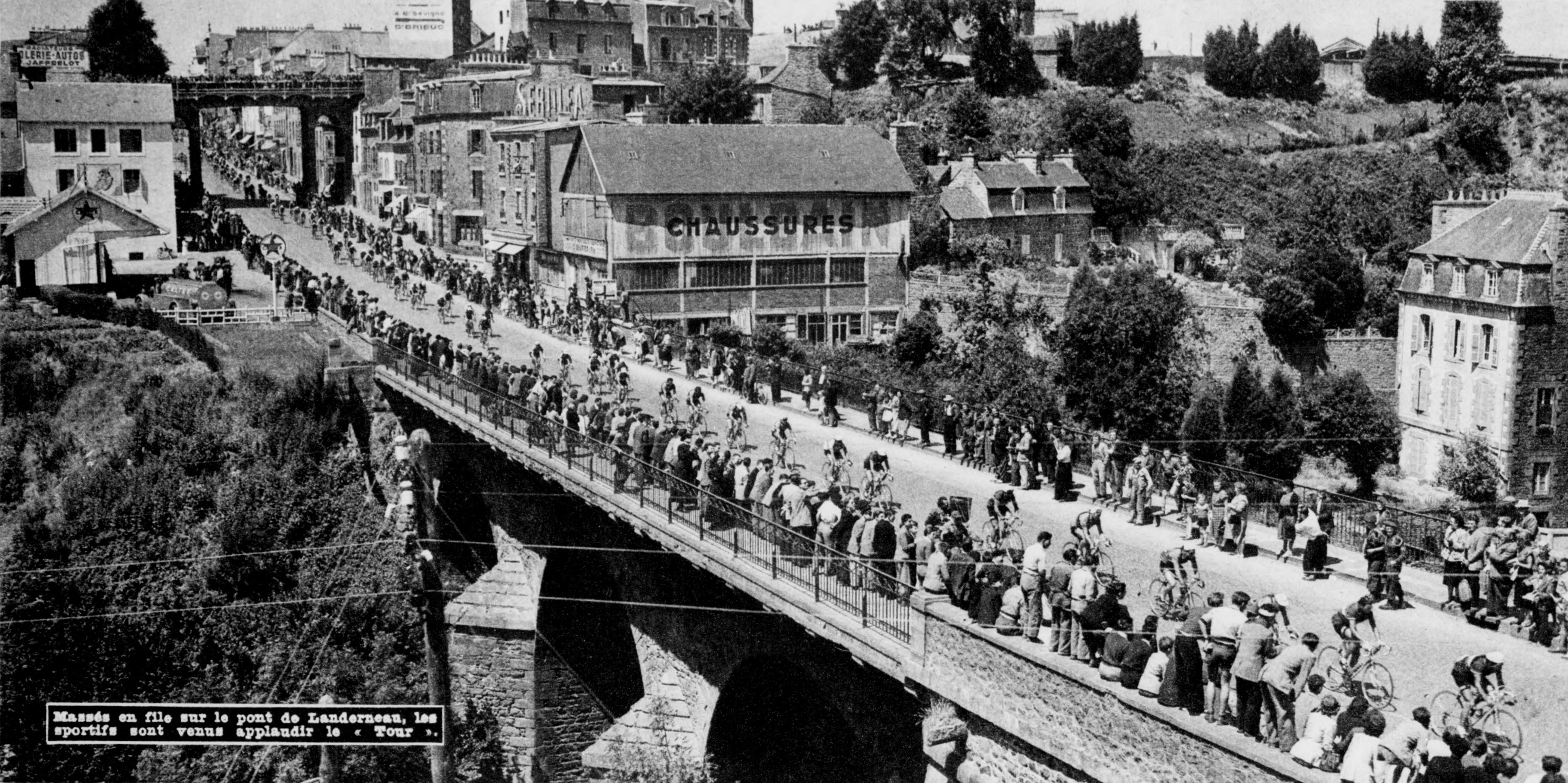
Passage du peloton à Landerneau au km 18.

 À proximité de Landerneau (km 18), Canavèse (Sud-Est) attaque à son tour suivi par Martini (Italie) un autre Italien. Leurs efforts permettent de construire un écart de 40 s qui néanmoins ne résiste pas longtemps. Ils réintègrent le peloton au km 30,. Au km 36, Nolten (Hollande) et Deledda (Nord-Est / Centre) sortent également du peloton, mais ne réussissent pas non plus à s’éloigner.

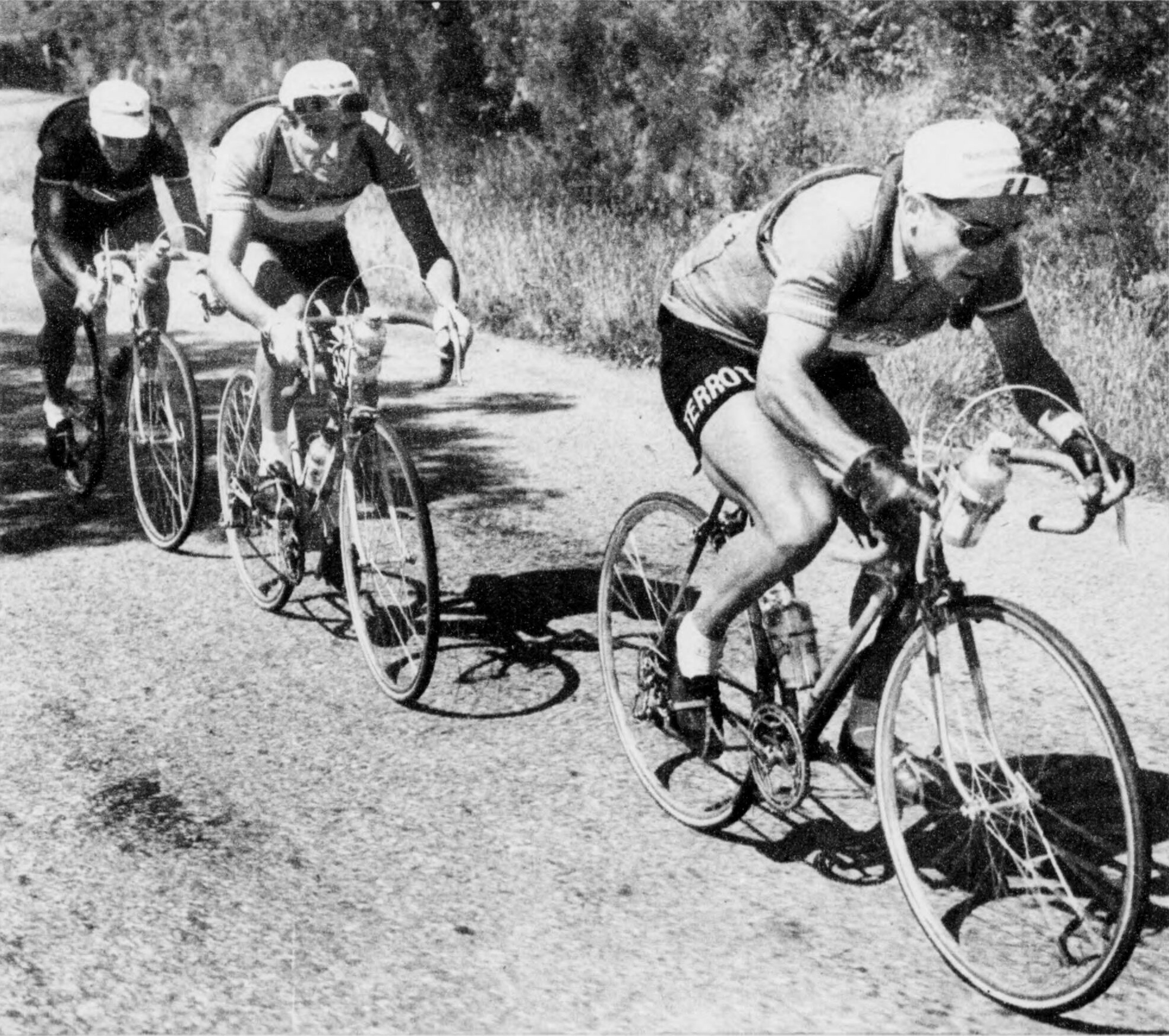
Tentative d'échappée de Rolland, Géminiani et Milano.

 À la sortie du village de Saint-Thégonnec (km 44), l'équipe de France prend part à son tour aux offensives. Géminiani attaque avec son coéquipier Rolland (France) dans sa roue, suivi de près encore une fois par un Italien, Milano (Italie). S'ils prennent rapidement le large, une contre-attaque de Gil (Espagne) et Lapébie (Ouest / Sud-Ouest) ramène le peloton avant l'entrée dans Morlaix,,. Rolland lance une nouvelle attaque dans la foulée, suivi de Decaux (Paris) et Baroni (Italie).

#### Les Français insistent dans les côtes bretonnes

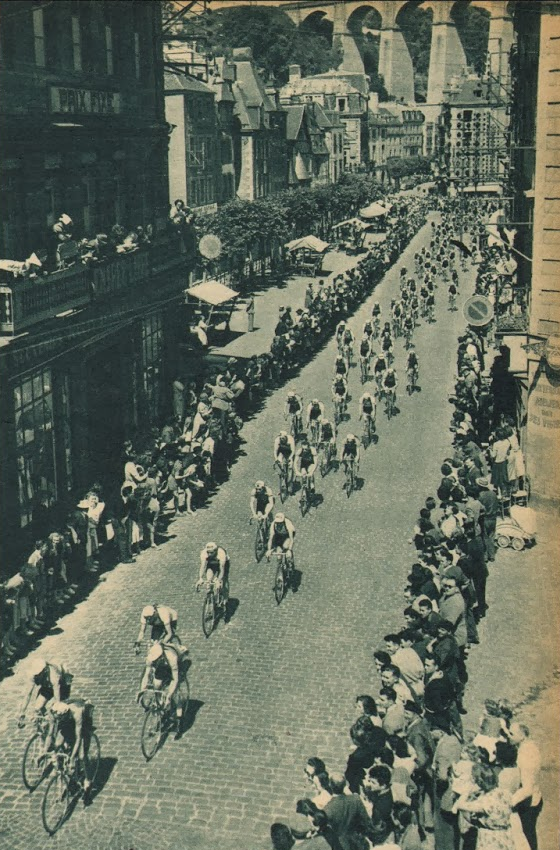
Passage du peloton à Morlaix.

Arrivé à Morlaix (km 57), le peloton est très étendu. Le trio Rolland dispose de cent mètres d'avance. Ils sont repris à la sortie de la ville par Caput (Paris) qui s'empare de la prime, avant qu'un nouveau regroupement s'observe. Au même instant, l'Italien Magni (Italie), l'un des trois leaders de l'équipe d'Italie, est contraint de s’arrêter à la suite d'un problème technique (panne de dérailleur). Deux coéquipiers, Franchi et Martini posent pied à terre aussitôt pour l'attendre, suivi plus tard du renfort de Corrieri pourtant équipier de Bartali. Corrieri finit seul le sauvetage de Magni au cours d'une remontée de 20 km puisque les deux autres finirent attardés, incapables de suivre le rythme,,. Cette situation motive plusieurs Français à attaquer dans la côte à la sortie de la ville : Gaudot et Renaud (Paris) ainsi que Quentin (France), suivis de près par Lauredi, Robic (France), Rotta (Sud-Est) et Voorting (Hollande). Ils sont chassés par les coureurs italiens. Gauthier (France) parvient néanmoins à rejoindre ses coéquipiers en semant le peloton, le groupe compte désormais huit coureurs,,. Pourtant, à Ponthou (km 72), le groupe de tête est rejoint,.
Après Saint-Laurent-Plouegat (km 75), Robic, Gauthier, Quentin, Rolland, Géminiani, Rémy, Bonnaventure, et Dotto, soit huit coureurs de l'équipe de France, relancent une attaque, accompagnés d'autres coureurs, dont Coppi (Italie). Ils forment alors un petit peloton de tête d'une vingtaine de coureurs et prennent rapidement 20 s d'avance,,. Au km 80, ils comptent 30 s sur un petit groupe et 50 s sur le peloton.
Au km 91, une vingtaine de coureurs passent au contrôle de ravitaillement en tête, rejoints par Bartali. À partir de là, l'échappée peine à s'organiser et l'équipe de France lâche progressivement l'effort. Coppi déclara à la fin de l'étape ne pas comprendre pourquoi les Français ont condamné leur échappée en ne maintenant pas le rythme. Marcel Bidot, leur directeur technique, déclara que l'absence de Lazaridès dans le groupe en était l'explication.
Au km 93, un groupe de poursuivants rejoint celui de tête. Ces quarante-neuf coureurs ont 2 min 30 s d'avance sur le gros peloton. Le ralentissement de l'échappée aboutit à un nouveau regroupement général au km 138,.

#### L'échappée décisive parvient à se former à Saint-Brieuc
Dans une côte avant Saint-Brieuc (km 143), Pardoën (Nord-Est / Centre) parvient à semer le peloton, emmenant avec lui Blomme (Belgique), Vivier (Ouest / Sud-Ouest) et Papazian (Paris),. Seul Van Steenbergen (Belgique) revient sur ce quatuor. Rapidement, ces hommes réalisent un écart de 2 min sur le peloton et de 50 s sur un groupe de neuf poursuivants composé de Vanderstockt et Close (Belgique), Lauredi et Gauthier (France), Cieleska (Nord-Est / Centre), Carle, Telotte et Decaux (Paris), et enfin Dekkers (Hollande),. Les cinq hommes de tête possèdent 1 min 45 s d'avance au km 160 sur les neuf poursuivants qui eux-mêmes devancent de quelques dizaines de secondes Carrea (Italie), Wagtmans (Hollande) et Renaud (Paris). Ces trois coureurs ne tardent pas à rejoindre le groupe des neuf poursuivants au km 170,.

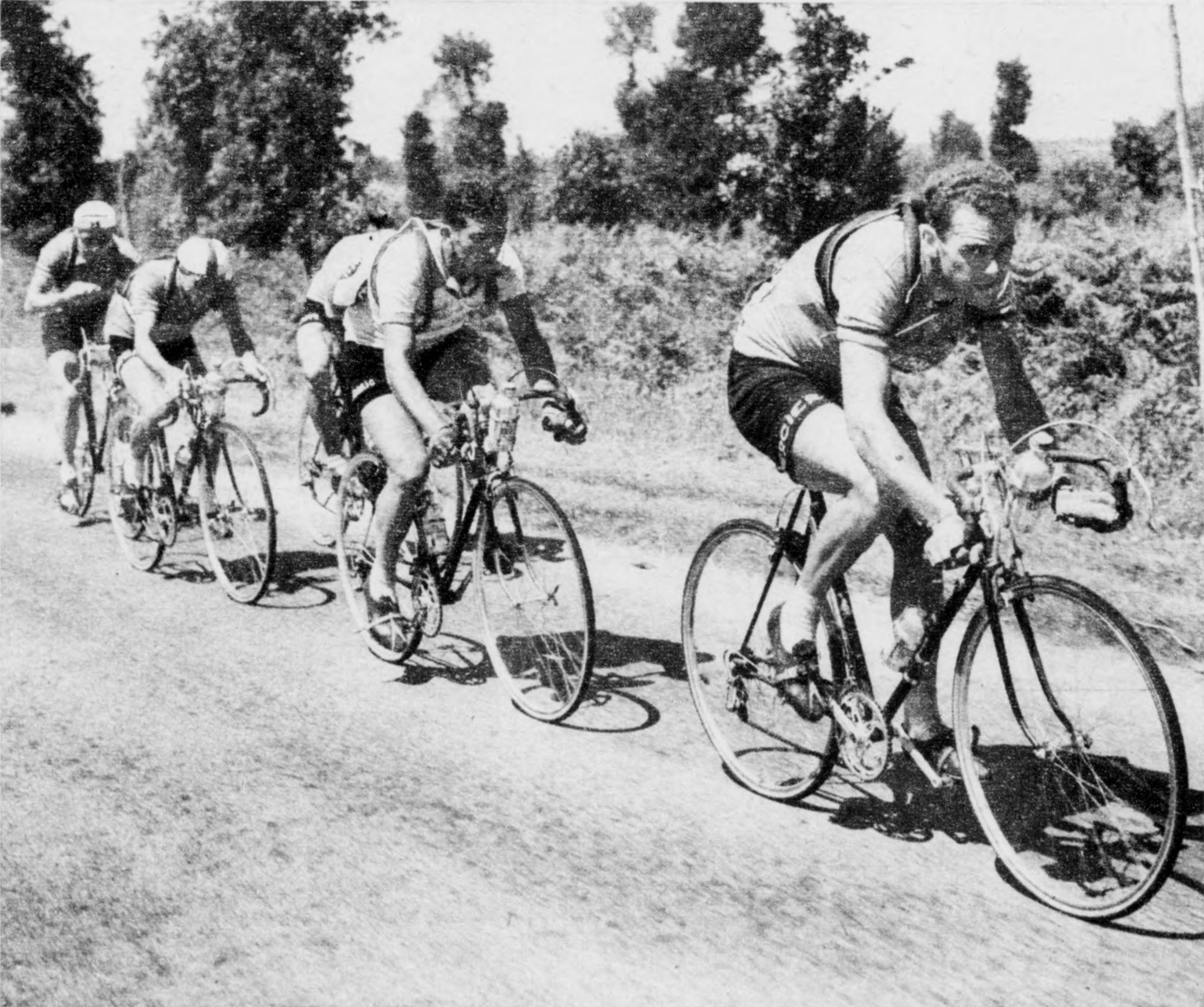
Van Steenbergen emmène l’échappée victorieuse qui ira au bout lors de la 1re étape.

 Au km 190, subissant le rythme des deux Belges, Vivier et Papazian perdent contact avec le groupe de tête. Seul Vivier parvient à rester dans le groupe des poursuivants. À Broons, le trio a construit une avance de 2 min 15 s sur les poursuivants et 4 min 50 s sur le peloton.

#### Les 50 derniers kilomètres ne changent pas la hiérarchie de l'étape
Le trio de tête continue d'accentuer son avance. Derrière, Vanderstockt et Wagtmans ont pris de l'avance sur un autre groupe de dix poursuivants. Le peloton pointe à 6 min 55 s au km 204.
Le sprint final disputé sur la piste du Stade vélodrome de Rennes est remporté par Van Steenbergen qui devance aisément ses compagnons d’échappée et enfile le maillot jaune. Vanderstockt (qui s'est échappé du groupe Lauredi) termine à 2 min 54 s, les neuf poursuivants à 3 min 8 s, le peloton à 6 min 21 s.

### Autour de la course

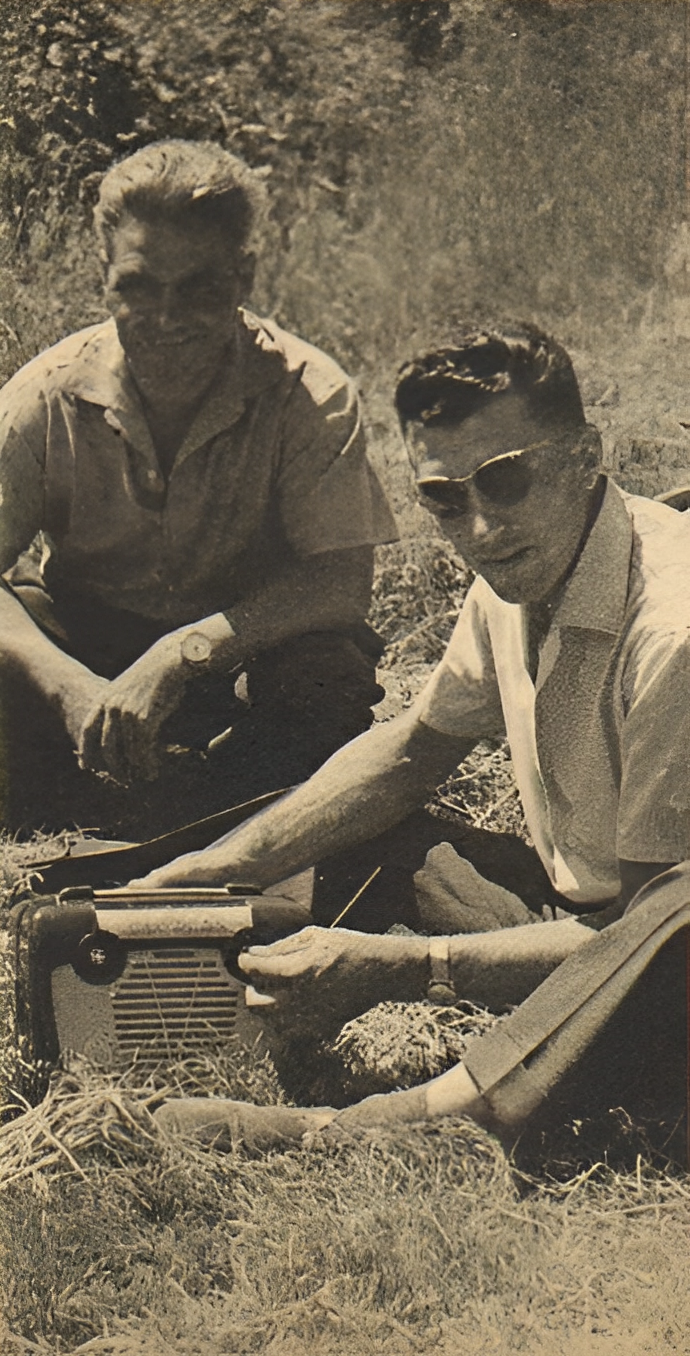
Louison Bobet en spectateur de la 1re étape.

Au-delà des titres importants, plusieurs événements ont entouré le déroulement de l'étape, donnant lieu à des anecdotes largement relayées dans la presse. Tout d'abord, cette étape a marqué une première historique pour le Tour, avec la diffusion d'un résumé télévisé le soir même sur la RTF. Les images de cette retransmission, réalisées par Pierre Sabbagh et commentées par Georges de Caunes, ont permis d'apercevoir Louison Bobet en bord de route. Bien que forfait pour cette édition du Tour, il était présent pour soutenir ses coéquipiers de l'équipe de France à Yffiniac. Bobet a par ailleurs suivi activement le déroulement du Tour et la performance de ses collègues, en signant quotidiennement des tribunes dans L’Équipe à la fin de chaque étape.
Parmi les anecdotes du peloton, les mésaventures du Nord-Africain Zaaf ont également retenu l'attention de la presse écrite. Celui qui s'est fait connaitre en 1950 pour avoir parcouru une étape dans le mauvais sens, pour être arrivé « lanterne rouge » en 1951, a entamé son Tour cette année-là avec la prime de la malchance décernée par les assurances à la fin de chaque étape. Elle est venue récompenser le coureur qui a fait une chute très douloureuse sur une peau de banane. De même, certains journaux ont continué de rapporter les tensions dans l'équipe d'Italie. Coppi aurait lancé en fin d'étape à son coéquipier Carrea, un des échappés du jour : « Si je te vois encore une fois dans une échappée, tu rentres à la maison ! »
À l'arrivée, un incident cocasse a égayé la cérémonie protocolaire. Bien que le fabricant du maillot jaune (Les laines Sofil) ait sélectionné la grande taille pour Van Steenbergen, le premier maillot jaune du Tour, le coureur au grand gabarit (1,86 m et 86 kg) eut des difficultés à l'enfiler lors de la remise des prix.
Enfin dans les journaux français, la compétition ne se limitait pas à la course cycliste elle-même. À Brest, deux stars de la chanson française ont réuni plusieurs milliers de spectateurs lors des célébrations du départ du Tour. Charles Trenet engagé par la marque Pernod et Tino Rossi pour la marque Ricard. L’événement que représentait la présence de ces deux célébrités dans la caravane du Tour a alimenté certains articles relatant la rivalité entre les deux chanteurs,. France-Soir titra d'ailleurs : « Tino Rossi a remporté la première victoire du Tour de France en réunissant trente mille spectatrices. »

## Bilan de l'étape

### Faits marquants de l'étape
« Tellement sensationnel que nous en sommes encore à nous demander si le cas s'est déjà produit dans l'histoire du Tour, d'un homme de cette valeur s'installant délibérément au commandement, avec un bagage de cette importance, dès le premier soir. »
Dans les éditions du lendemain de la course, la presse se réjouit du spectacle offert par le Tour dès cette première étape. Le grand nombre d'échappées, la moyenne rapide du vainqueur et les écarts déjà conséquents au classement général (avec une avance de plus de 7 min avec les bonifications pour Van Steenbergen sur Coppi) impressionnent les observateurs. Ils comparent le déroulement de la course à celui d'une classique cycliste plutôt qu'à celui d'une étape inaugurale d'un Tour de France,,,. D'ailleurs, en raison de l'avance dont il bénéficie, certains journalistes envisagent que Van Steenbergen, qui n'est pas considéré comme un bon grimpeur, puisse conserver la tête du classement général jusqu'en Belgique voire jusqu'en Suisse,,. Van Steenbergen lui-même entretient le mystère sur ses ambitions au général, rappelant qu'il a fini deuxième au Tour d'Italie 1950.
Le rouleur belge décroche à Rennes sa troisième victoire d'étape sur le Tour de France (après deux remportées en 1949), mais c'est la première fois qu'il endosse le maillot jaune grâce à sa position en tête du classement général individuel. Cette victoire vient s'ajouter à d'autres succès prestigieux qu'il a obtenus cette saison-là (victoire sur Paris-Roubaix, trois victoires d'étapes sur le Tour d'Italie).
La presse s'accorde également à mettre en avant la performance de Pardoën. Le jeune coureur Français originaire d'Amiens a réussi à rester jusqu'au bout dans l'échappée aux côtés des deux coéquipiers belges plus expérimentés et qui faisaient course commune pour la victoire,. Aspirant professionnel depuis quinze jours seulement, il était encore inconnu de la plupart la veille de l'étape (son directeur technique l'a rencontré pour la première fois seulement trois jours avant le départ de la course). Il est ainsi affublé de plusieurs surnoms : « l'inconnu d'Amiens », ou encore « le petit ébéniste d'Amiens ».

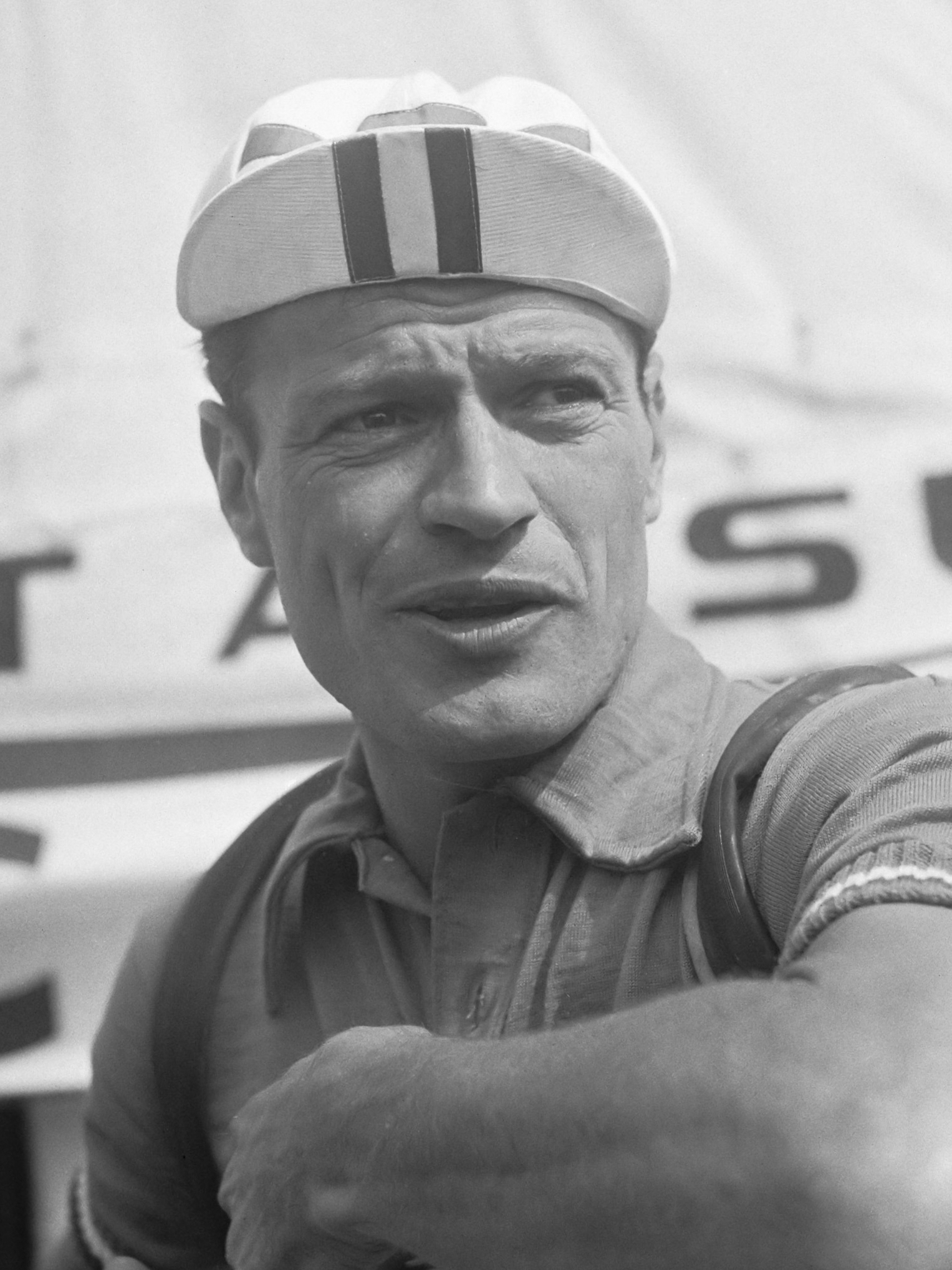
Nello Lauredi réalise une bonne opération au général lors de la première étape.

Du côté de l'équipe nationale française, Lauredi (7e de l'étape) a réussi a prendre 3 minutes d'avance sur Coppi. Il est le seul parmi les potentiels favoris du Tour (statut qu'il détient en raison de ses victoires sur le Critérium du Dauphiné) à gagner du temps sur le champion italien. Marcel Bidot, le directeur technique de l'équipe de France, expliqua le soir même que la présence de Lauredi dans les échappées justifiait l'arrêt des efforts de ses coéquipiers dans le groupe de poursuivants, ce que semblait regretter Robic qui aurait préféré poursuivre sa stratégie personnelle.
Concernant l'équipe d'Italie, si elle a plusieurs fois placé ses coureurs dans les échappées pour contrôler la course, Coppi a dû faire face seul aux attaques de certains coureurs (notamment ceux de l'équipe de France), sans bénéficier du soutien de ses coéquipiers. Les observateurs s'interrogent sur cette dépense d’énergie dès la première étape et ses potentielles conséquences sur la suite de la course,.

### Réactions dans la presse

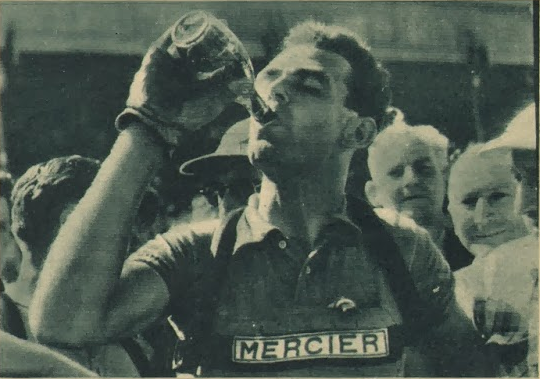
Van Steenbergen célèbre sa victoire à Rennes.

Van Steenbergen est satisfait de son entame du Tour. Avec sa victoire sur cette première étape, il commence à remplir le contrat qu'il s'était lui-même fixé avant le départ en annonçant vouloir remporter trois étapes. Il révèle au Figaro avoir anticipé cette étape et cette arrivée à Rennes : « Je dois avouer que nous avons parlé, Ockers et moi, de cette première étape du Tour, sur les routes du Giro d'Italie. » D'autant qu'il a déjà obtenu de bons résultats en Bretagne (une victoire sur le Tour de l'Ouest 1951 qui se terminait à Rennes).
Concernant le déroulement de l'étape, il déclare avoir ressenti à l'approche de Saint-Brieuc que le moment propice pour « produire un effort payant » approchait. C'est ainsi qu'il a profité de l'offensive lancée par Pardoën et son coéquipier Blomme. Il salue à ce titre la performance du jeune Français qui est parvenu à rester dans leurs roues jusqu'à la fin : « Après que Vivier et Papazian, qui avaient présumé de leurs forces, nous eurent abandonnés, Pardoën continua courageusement à prendre le relais. Je pense que nous aurions pu, Blomme et moi, terminer seuls au vélodrome. Mais Pardoën méritait de rester avec nous. »
Pierre Pardoën le jeune coureur de l'équipe Nord-Est / Centre et 3e de l'étape, déclare à L’Équipe avoir craint que sa sélection pour le Tour ne fasse l'objet de critiques, étant donné son absence de véritable palmarès et de notoriété au sein du peloton (une 5e place au championnat des Flandres obtenue malgré une crevaison à 200 mètres de l'arrivée constitue son seul résultat récent). De ce fait, il déclare s'être « promis, pour la justifier, d'attaquer dès la première étape ». À propos de l'étape, au terme de laquelle il a remporté le prix de la combativité, il ajoute : « En toute sincérité, je n'ai pas trouvé la course dure aujourd'hui. J'ai démarré dans une petite côte avant Saint-Brieuc, exactement comme je l'aurais fait dans une course interclubs. »
Fausto Coppi, favori du Tour, est logiquement sollicité par les journalistes à la fin de la première étape pour recueillir ses impressions. À L'Équipe, constatant son retard de sept minutes sur le maillot jaune belge, il relativise en rappelant que « le Tour ne fait que commencer ». Toutefois, il porte un regard critique sur sa propre course du jour : « J'ai probablement trop fait la course en tête dans cette première étape, payant de ma personne au lieu de faire travailler mes coéquipiers. » Il ajoute envisager de changer de tactique dans les jours suivants pour éviter de perdre trop d'énergie en essayant de contrôler la course. Sur sa forme, il conclut souhaiter retrouver rapidement « le rythme des grandes courses par étapes ».

### Bilan par équipe
Les équipes engagées dans le Tour de France représentent à la fois des nations et des régions depuis 1930. Une nouveauté réglementaire apparaît lors de l'édition 1952 : la création d'un classement par équipes à la fin de chaque étape (basé sur le cumul du temps de course des trois meilleurs coureurs de chaque équipe à l'arrivée), assorti d'une prime versée à la première équipe ainsi qu'à la première équipe régionale (cumulable).
Cette « course dans la course » est une innovation assumée par l'organisateur afin « que chaque concurrent reste en course jusqu'à Paris, pour le développement de tactiques d'équipe aussi subtiles qu'attrayantes ». En effet, la direction du Tour souhaite que la victoire d'équipe tende à l'équivalence de la victoire individuelle afin de mettre en valeur la performance des coéquipiers (parallèlement à celles de leurs leaders), tout autant que les défaillances et les attardés qui peuvent avoir une influence sur le classement de l'équipe à l'arrivée.
| Classement de l'équipe et des meilleurs coureurs, | Analyse dans la presse régionale, nationale et étrangère |
| --- | --- |
| Suisse (dir. technique : A. Burtin) : 8/8 coureurs toujours en course. | |
| Classement de l'équipe sur la 1re étape : 12e | Lelio Rigassi, journaliste à L'Impartial : « La course des Suisses a été bonne dans l'ensemble puisque nous ne pouvons pas attendre de nos hommes des exploits auxquels nous étions habitués avec les deux « K » qui, en quelque sorte, avaient gâté notre public. Metzger a beaucoup souffert de la chaleur et après cent kilomètres de course, il était déjà lâché. Malgré cela, avec beaucoup de courage, il a terminé dans les délais et pourra prendre aujourd'hui le départ de la deuxième étape. »                                     |
| Trois meilleurs coureurs classés : - Spuhler, 22e à 6 min 21 s) ; - Diggelmann, 22e à 6 min 21 s) ; - Huber, 22e à 6 min 21 s).                                                                          | Lelio Rigassi, journaliste à L'Impartial : « La course des Suisses a été bonne dans l'ensemble puisque nous ne pouvons pas attendre de nos hommes des exploits auxquels nous étions habitués avec les deux « K » qui, en quelque sorte, avaient gâté notre public. Metzger a beaucoup souffert de la chaleur et après cent kilomètres de course, il était déjà lâché. Malgré cela, avec beaucoup de courage, il a terminé dans les délais et pourra prendre aujourd'hui le départ de la deuxième étape. »                                     |
| Belgique (dir. technique : S. Maes) : 12/12 coureurs toujours en course • 1 victoire d'étape • 1 maillot jaune • 1 fois meilleure équipe de l'étape • 4 coureurs dans le Top 10 du général.              | |
| Classement de l'équipe sur la 1re étape : 1re | Chronique dans Le drapeau rouge : « C'est l'attaque des Français que les Belges reprenaient alors à leur compte par Blomme en premier lieu, bien vite imité par Van Steenbergen. Et cette offensive de grand style, menée tambour battant par un rouleur et un sprinter terrible, accompagnée par Van der Stockt et Close et bien ordonnée par Ockers devait se développer sans cesse au fil des kilomètres et nous valoir notre plus belle victoire belge d'après-guerre et aussi notre début le plus fracassant dans le Tour depuis 1947. » |
| Trois meilleurs coureurs classés : - Steenbergen, 1er ; - Blomme, 2e à 0 s ; - Vanderstockt à 4e à 2 min 54 s).                                                                                          | Chronique dans Le drapeau rouge : « C'est l'attaque des Français que les Belges reprenaient alors à leur compte par Blomme en premier lieu, bien vite imité par Van Steenbergen. Et cette offensive de grand style, menée tambour battant par un rouleur et un sprinter terrible, accompagnée par Van der Stockt et Close et bien ordonnée par Ockers devait se développer sans cesse au fil des kilomètres et nous valoir notre plus belle victoire belge d'après-guerre et aussi notre début le plus fracassant dans le Tour depuis 1947. » |
| Italie (dir. technique : A. Binda) : 12/12 coureurs toujours en course • 1 coureur dans le Top 10 du général.                                                                                            | |
| Classement de l'équipe sur la 1re étape : 6e | Giuseppe Ambrosini directeur de La Gazzetta dello Sport : « Les Italiens n'ont pas paru trop se préoccuper, pas plus que les Français d'ailleurs, de l'attaque qui fit la décision. Binda et ses hommes n'ont jamais caché, il est vrai, que dans les premières étapes, leur tactique est uniquement défensive. Pendant six jours, leur consigne sera celle-ci : surveiller leurs adversaires et se défendre en perdant le moins de temps possible. »                                                                                         |
| Trois meilleurs coureurs classés : - Carrea, 9e à 3 min 8 s ; - Baroni, 16e à 6 min 21 s ; - Bartali 22e à 6 min 21 s).                                                                                  | Giuseppe Ambrosini directeur de La Gazzetta dello Sport : « Les Italiens n'ont pas paru trop se préoccuper, pas plus que les Français d'ailleurs, de l'attaque qui fit la décision. Binda et ses hommes n'ont jamais caché, il est vrai, que dans les premières étapes, leur tactique est uniquement défensive. Pendant six jours, leur consigne sera celle-ci : surveiller leurs adversaires et se défendre en perdant le moins de temps possible. »                                                                                         |
| France (dir. technique : M. Bidot) : 12/12 coureurs toujours en course • 1 coureur dans le Top 10 du général.                                                                                            | |
| Classement de l'équipe sur la 1re étape : 6e | Albert de Wetter, journaliste à L'Équipe : « On restait hier sur l'impression que les tricolores de Marcel Bidot avaient laissé une belle occasion de trancher dans le vif. Après Morlaix, ils avaient un avantage énorme, Bartali, Magni et Ockers étaient distancés et si Coppi se trouvait parmi eux, il se trouvait sans équipiers. Ils avaient donc beau jeu en organisant bien leur offensive de distancer Bartali un moment seul sur la route, avant de s'en prendre à Coppi. Au lieu de cela, l'allure tomba. »                       |
| Trois meilleurs coureurs classés : - Lauredi 7e à 3 min 8 s ; - Bonnaventure, 22e à 6 min 21 s) ; - Dotto, 22e à 6 min 21 s).                                                                            | Albert de Wetter, journaliste à L'Équipe : « On restait hier sur l'impression que les tricolores de Marcel Bidot avaient laissé une belle occasion de trancher dans le vif. Après Morlaix, ils avaient un avantage énorme, Bartali, Magni et Ockers étaient distancés et si Coppi se trouvait parmi eux, il se trouvait sans équipiers. Ils avaient donc beau jeu en organisant bien leur offensive de distancer Bartali un moment seul sur la route, avant de s'en prendre à Coppi. Au lieu de cela, l'allure tomba. »                       |
| Hollande (dir. technique : K. Pellenaars) : 12/12 coureurs toujours en course • 1 coureur dans le Top 10 du général.                                                                                     | |
| Classement de l'équipe sur la 1re étape : 4e | Robert De Smet journaliste pour Les Sports de Belgique : « Les hommes de Pellenaers ont fait du bon travail. Watgmans a pu revenir avec Carréa et Renaud sur le groupe de chasse pour tenter sa chance aux côtés de Vanderstock ensuite. Il retrouva ainsi son équipier Dekkers qui en beau champion de Hollande se devait de diriger le mouvement de son équipe. Van Est a fait un bon sprint à l'arrivée. Le trio maitre s'affirme déjà. »                                                                                                  |
| Trois meilleurs coureurs classés : - Dekkers, 8e à 3 min 8 s ; - Wagtmans, 13e à 3 min 8 s ; - van Est, 17e à 6 min 21 s).                                                                               | Robert De Smet journaliste pour Les Sports de Belgique : « Les hommes de Pellenaers ont fait du bon travail. Watgmans a pu revenir avec Carréa et Renaud sur le groupe de chasse pour tenter sa chance aux côtés de Vanderstock ensuite. Il retrouva ainsi son équipier Dekkers qui en beau champion de Hollande se devait de diriger le mouvement de son équipe. Van Est a fait un bon sprint à l'arrivée. Le trio maitre s'affirme déjà. »                                                                                                  |
| Espagne (dir. technique : M.Canardo) : 12/12 coureurs toujours en course. | |
| Classement de l'équipe sur la 1re étape : 8e | Mariano Canardo journaliste à Libertad : « Vídárrueta a eu de la malchance de crever. Ce fut un moment où la discipline de notre équipe et son moral sont devenus évidents. Il a été attendu par le reste de ses coéquipiers et a rapidement rejoint le peloton. Ce sentiment de sécurité parmi notre groupe nous permet de croire que demain même ils seront encore meilleurs. » |
| Trois meilleurs coureurs classés : - Gelabert, 22e à 6 min 21 s) ; - Masip, 22e à 6 min 21 s) ; - Llácer, 22e à 6 min 21 s).                                                                             | Mariano Canardo journaliste à Libertad : « Vídárrueta a eu de la malchance de crever. Ce fut un moment où la discipline de notre équipe et son moral sont devenus évidents. Il a été attendu par le reste de ses coéquipiers et a rapidement rejoint le peloton. Ce sentiment de sécurité parmi notre groupe nous permet de croire que demain même ils seront encore meilleurs. » |
| Luxembourg (dir. technique : N. Frantz) : 12/12 coureurs toujours en course. | |
| Classement de l'équipe sur la 1re étape : 8e | Robert De Smet journaliste pour Les Sports de Belgique : « On n'a pas souvent repéré les Grands-Ducaux de Nicolas Frantz. Nous les vîmes guère à l'exception du bon Bintz produisant après Lamballe un effort improductif entre les deux pelotons. » |
| Trois meilleurs coureurs classés : - Bintz, 22e à 6 min 21 s) ; - Diederich, 22e à 6 min 21 s) ; - Goedert, 22e à 6 min 21 s).                                                                           | Robert De Smet journaliste pour Les Sports de Belgique : « On n'a pas souvent repéré les Grands-Ducaux de Nicolas Frantz. Nous les vîmes guère à l'exception du bon Bintz produisant après Lamballe un effort improductif entre les deux pelotons. » |
| Paris (dir. technique : F. Mithouard) : 12/12 coureurs toujours en course. | |
| Classement de l'équipe sur la 1re étape : 3e | Roger Bastide, journaliste à L'Équipe : « Nos jeunes régionaux et tout particulièrement les Parisiens ont lancé une vague d'offensives qui ont amené plusieurs d'entre eux à se classer. Les Parisiens vont probablement s'installer dans ce rôle d'animateur pour quelques jours encore. » |
| Trois meilleurs coureurs classés : - Renaud, 11e à 3 min 8 s ; - Telotte, 12e à 3 min 8 s ; - Decaux, 14e à 3 min 29 s).                                                                                 | Roger Bastide, journaliste à L'Équipe : « Nos jeunes régionaux et tout particulièrement les Parisiens ont lancé une vague d'offensives qui ont amené plusieurs d'entre eux à se classer. Les Parisiens vont probablement s'installer dans ce rôle d'animateur pour quelques jours encore. » |
| Nord-Est / Centre (dir. technique : S. Ducazeaux) : 12/12 coureurs toujours en course • 1 prix de la combattivité • 1 fois meilleure équipe régionale de l'étape • 2 coureurs dans le Top 10 du général. | |
| Classement de l'équipe sur la 1re étape : 2e | Roger Bastide, journaliste à L'Équipe : « Pardoën nous fait l'impression d'un garçon rudement bien équilibré, dont l'état de fraîcheur physique à l'arrivée dénotait qu'il n'a pas réussi là un simple coup heureux appelé à rester sans lendemain. Le Nord-Est-Centre classe également à la cinquième place l'athlétique et rapide Jean-Marie Cieliczka qui ferait avec sa bonne balle éclatante de santé une bien belle réclame pour les établissements Félix Potin. »                                                                      |
| Trois meilleurs coureurs classés : - Pardoën, 3e à 0 s ; - Cieleska, 5e à 3 min 8 s ; - Bauvin, 22e à 6 min 21 s).                                                                                       | Roger Bastide, journaliste à L'Équipe : « Pardoën nous fait l'impression d'un garçon rudement bien équilibré, dont l'état de fraîcheur physique à l'arrivée dénotait qu'il n'a pas réussi là un simple coup heureux appelé à rester sans lendemain. Le Nord-Est-Centre classe également à la cinquième place l'athlétique et rapide Jean-Marie Cieliczka qui ferait avec sa bonne balle éclatante de santé une bien belle réclame pour les établissements Félix Potin. »                                                                      |
| Sud-Est (dir. technique : M. Guiramand) : 12/12 coureurs toujours en course. | |
| Classement de l'équipe sur la 1re étape : 11e | Roger Bastide, journaliste à L'Équipe : « L'équipe du Sud-Est a eu l'honneur de fournir le premier instigateur de la première échappée sérieuse : Canavèse. » |
| Trois meilleurs coureurs classés : - Bianchi, 22e à 6 min 21 s) ; - Canavèse, 22e à 6 min 21 s) ; - Fachleitner, 22e à 6 min 21 s).                                                                      | Roger Bastide, journaliste à L'Équipe : « L'équipe du Sud-Est a eu l'honneur de fournir le premier instigateur de la première échappée sérieuse : Canavèse. » |
| Ouest / Sud-Ouest (dir.technique : L. Le Calvez) : 12/12 coureurs toujours en course • 1 coureur dans le Top 10 du général.                                                                              | |
| Classement de l'équipe sur la 1re étape : 5e | Roger Bastide, journaliste à L'Équipe : « Les deux porte-fanions de l'équipe ont été aujourd'hui les deux derniers vainqueurs de la Route de France. Bernard assure sans forfanterie n'avoir pas connu un seul moment de fatigue. Vivier a su faire partie de l'échappée qui se termina victorieusement, ce qui est un signe de clairvoyance, il ne lui a manqué que l'endurance, il lâcha à 200 km. » |
| Trois meilleurs coureurs classés : - Bernard, 6e à 3 min 8 s ; - Vivier, 15e à 4 min 50 s ; - Delahaye, 22e à 6 min 21 s.                                                                                | Roger Bastide, journaliste à L'Équipe : « Les deux porte-fanions de l'équipe ont été aujourd'hui les deux derniers vainqueurs de la Route de France. Bernard assure sans forfanterie n'avoir pas connu un seul moment de fatigue. Vivier a su faire partie de l'échappée qui se termina victorieusement, ce qui est un signe de clairvoyance, il ne lui a manqué que l'endurance, il lâcha à 200 km. » |
| Afrique du Nord (dir. technique : R. Bernard) : 11/12 coureurs toujours en course. | |
| Classement de l'équipe sur la 1re étape : 8e | Henri Ravera, journaliste à L'Humanité : « Vraiment les Nord-Africains n'ont pas encore eu de chance. Aujourd'hui, ils ont frisé la catastrophe, c'est-à-dire voir cinq des leurs éliminés dès leur première étape. A Belle-Isle-en-Terre, Zaaf chuta avec Soler et cassa sa roue. Peu après quatre de ses camarades l'attendent et c'est à partir de là que commença leur calvaire. » |
| Trois meilleurs coureurs classés : - Kebaïli, 22e à 6 min 21 s) ; - Guercy, 22e à 6 min 21 s) ; - Zelasco, 22e à 6 min 21 s).                                                                            | Henri Ravera, journaliste à L'Humanité : « Vraiment les Nord-Africains n'ont pas encore eu de chance. Aujourd'hui, ils ont frisé la catastrophe, c'est-à-dire voir cinq des leurs éliminés dès leur première étape. A Belle-Isle-en-Terre, Zaaf chuta avec Soler et cassa sa roue. Peu après quatre de ses camarades l'attendent et c'est à partir de là que commença leur calvaire. » |

## Résultats

### Classements de l'étape
Derrière le groupe des trois premiers, seul Vanderstockt devance un groupe de neuf coureurs. Le peloton arrivé à 6 min 21 s du vainqueur se compose de quatre-vingt-sept coureurs. Dix-sept coureurs sont attardés.
| Classement individuel de la 1re étape | Classement individuel de la 1re étape | Classement individuel de la 1re étape | Classement individuel de la 1re étape | Classement individuel de la 1re étape |
|                                       | Coureur                               | Pays                                  | Équipe                                | Temps                                 |
| ------------------------------------- | ------------------------------------- | ------------------------------------- | ------------------------------------- | ------------------------------------- |
| 1er                                   | Rik Van Steenbergen                   | Belgique                              | Belgique                              | en 6 h 27 min 31 s                    |
| 2e                                    | Maurice Blomme                        | Belgique                              | Belgique                              | + 0 s                                 |
| 3e                                    | Pierre Pardoën                        | France                                | Nord-Est / Centre                     | + 0 s                                 |
| 4e                                    | Robert Vanderstockt                   | Belgique                              | Belgique                              | + 2 min 54 s                          |
| 5e                                    | Jean-Marie Cieleska                   | France                                | Nord-Est / Centre                     | + 3 min 8 s                           |
| 6e                                    | André Bernard                         | France                                | Ouest / Sud-Ouest                     | + 3 min 8 s                           |
| 7e                                    | Nello Lauredi                         | France                                | France                                | + 3 min 8 s                           |
| 8e                                    | Hans Dekkers                          | Pays-Bas                              | Hollande                              | + 3 min 8 s                           |
| 9e                                    | Andrea Carrea                         | Italie                                | Italie                                | + 3 min 8 s                           |
| 10e                                   | Alex Close                            | Belgique                              | Belgique                              | + 3 min 8 s                           |
| modifier                              |                                       |                                       |                                       |                                       |

| Classement par équipes de la 1re étape | Classement par équipes de la 1re étape | Classement par équipes de la 1re étape | Classement par équipes de la 1re étape | Classement par équipes de la 1re étape |
|                                        | Équipe                                 | Pays                                   | Temps                                  |                                        |
| -------------------------------------- | -------------------------------------- | -------------------------------------- | -------------------------------------- | -------------------------------------- |
| 1re                                    | Belgique                               | Belgique                               | en 19 h 23 min 57 s                    |                                        |
| 2e                                     | Nord-Est / Centre                      | France                                 | + 8 min 5 s                            |                                        |
| 3e                                     | Paris                                  | France                                 | + 8 min 21 s                           |                                        |
| 4e                                     | Hollande                               | Pays-Bas                               | + 11 min 13 s                          |                                        |
| 5e                                     | Ouest / Sud-Ouest                      | France                                 | + 12 min 55 s                          |                                        |
| 6e                                     | Italie                                 | Italie                                 | + 14 min 26 s                          |                                        |
| 6e                                     | France                                 | France                                 | + 14 min 26 s                          |                                        |
| 8e                                     | Afrique du Nord                        | France                                 | + 17 min 39 s                          |                                        |
| 8e                                     | Espagne                                | Espagne                                | + 17 min 39 s                          |                                        |
| 8e                                     | Luxembourg / Australie                 | Luxembourg                             | + 17 min 39 s                          |                                        |
| modifier                               |                                        |                                        |                                        |                                        |

Podium de l'étape
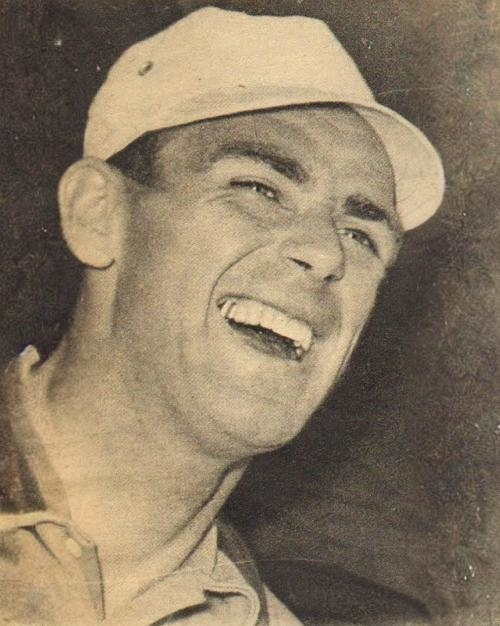
Rik Van Steenbergen (Équipe de Belgique) Vainqueur de l'étape du jour
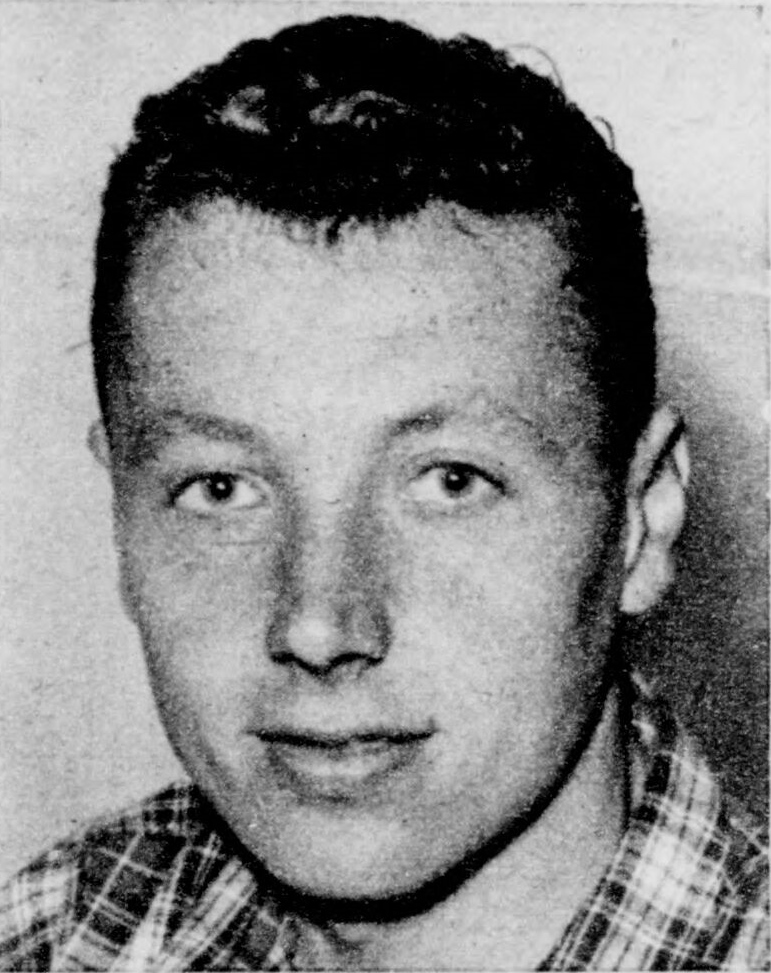
Maurice Blomme (Équipe de Belgique) Second de l'étape du jour
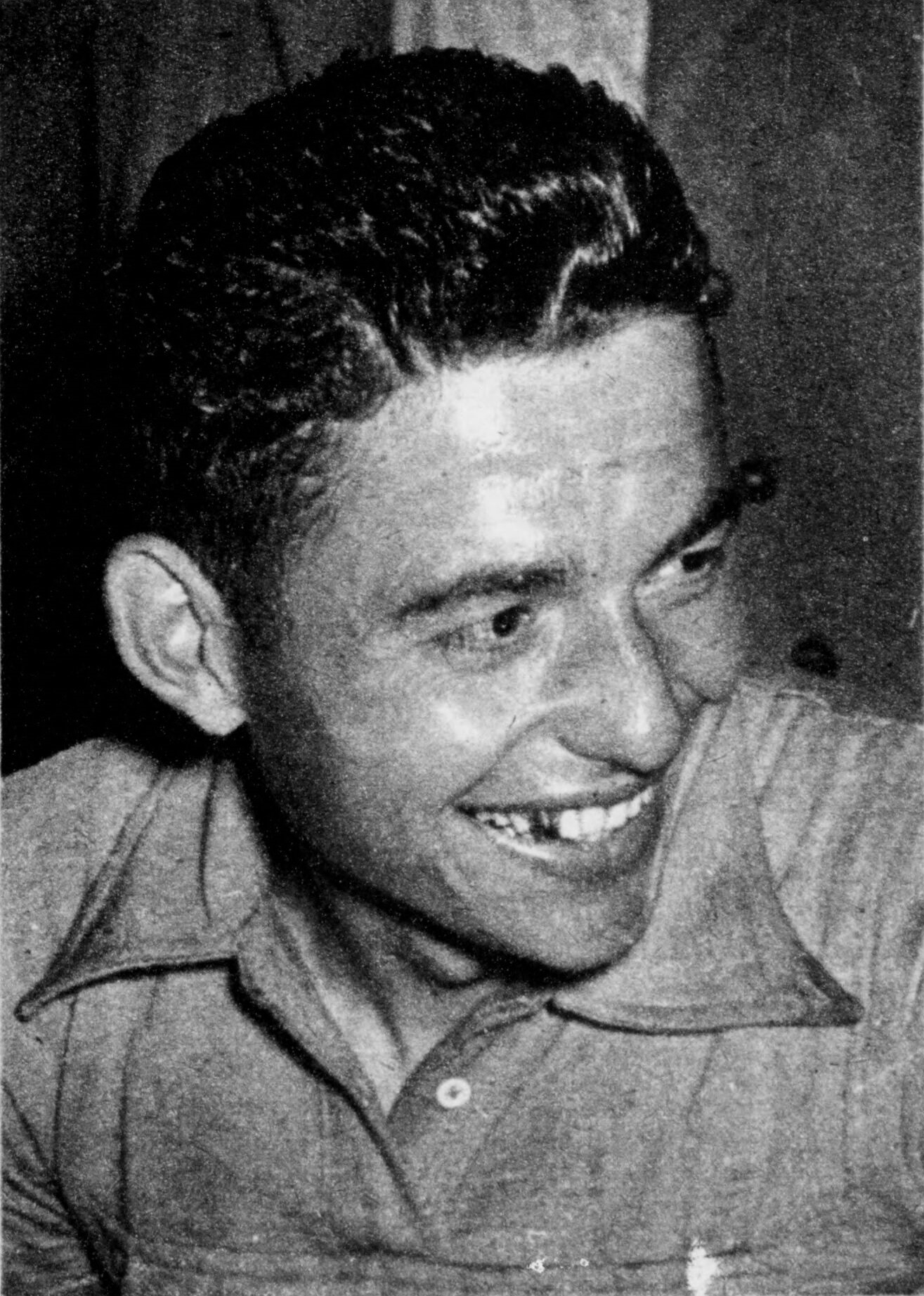
Pierre Pardoën (Équipe régionale Nord-Est-Centre) Troisième de l'étape du jour

### Bonifications en temps
Le règlement du Tour de France offre des bonifications en temps aux premiers coureurs qui franchissent les cols répertoriés et à ceux qui arrivent premier et deuxième à l'arrivée de l'étape. Ces secondes gagnées permettent de prendre du temps sur les adversaires, au classement général de l’épreuve.
|   | Coureur             | Pays     | Équipe   | Secondes |
| - | ------------------- | -------- | -------- | -------- |
| 1 | Rik Van Steenbergen | Belgique | Belgique | 1 min    |
| 2 | Maurice Blomme      | Belgique | Belgique | 30 s     |

### Prix de la combativité
- Pierre Pardoën (Nord Est-Centre) a obtenu neuf voix sur treize de la part du comité chargé d'élire le coureur le plus combatif de l'étape[65],[d].

### Primes attribuées
Un ensemble de prix et de primes sont attribuées à la fin de chaque étape venant alimenter les cagnottes de chaque équipe du Tour. Elles sont versées par l'organisateur ou des sponsors. L'organisateur a délibérément fait le choix de créer plusieurs catégories de primes afin qu'elles puissent récompenser tous les types de coureurs ainsi que les équipes et non plus seulement les vainqueurs.
| Prime | Pos.                                  | Beneficiaire        | Montant     | Sponsor                               |
| --- | ------------------------------------- | ------------------- | ----------- | ------------------------------------- |
| Classement de l'étape | 1er                                   | Rik Van Steenbergen | 100 000 fr. |                                       |
| Classement de l'étape | 2e                                    | Maurice Blomme      | 50 000 fr.  |                                       |
| Classement de l'étape | 3e                                    | Pierre Pardoën      | 25 000 fr.  |                                       |
| Classement de l'étape | 4e                                    | Robert Vanderstockt | 16 000 fr.  |                                       |
| Classement de l'étape | 5e                                    | Jean-Marie Cieleska | 12 000 fr.  |                                       |
| Première équipe au classement du jour | Première équipe au classement du jour | Belgique            | 100 000 fr. | Martini                               |
| Première équipe régionale du jour | Première équipe régionale du jour     | Nord-Est/Centre     | 50 000 fr.  | Martini                               |
| Porteur du maillot jaune | Porteur du maillot jaune              | Rik Van Steenbergen | 100 000 fr. | La Suze                               |
| Coureur le plus combatif | Coureur le plus combatif              | Pierre Pardoën      | 100 000 fr. | Le Sucre                              |
| Coureur le plus malchanceux | Coureur le plus malchanceux           | Abdel-Kader Zaaf    | 20 000 fr.  | Les Assurances                        |
| Prime du sang froid | Prime du sang froid                   | Robert Vanderstockt | 20 000 fr   | Cynar                                 |
| Prime de Guipavas | Prime de Guipavas                     |                     | 1 000 fr.   | Comité du Vélo-Club de Guipavas       |
| Prime de Morlaix | Prime de Morlaix                      | Louis Caput         | 35 000 fr   | Municipalité de Morlaix               |
| Prime de Montauban-de-Bretagne | Prime de Montauban-de-Bretagne        |                     | 2 000 fr.   | Municipalité de Montauban-de-Bretagne |
| Porteur du maillot jaune si belge | Porteur du maillot jaune si belge     | Rik Van Steenbergen | 20 000 fr.  | Les montres Pontiac                   |
| Compte tenu de l'érosion monétaire due à l'inflation, le pouvoir d'achat de 100 000,00 Anciens francs en 1952 est donc le même que celui de 2 401,66 Euros en 2022. |                                       |                     |             |                                       |

## Classements à l'issue de l'étape

### Classement général
Grâce aux bonifications de temps accordées aux deux premiers, Van Steenbergen dispose, à la fin de la première étape, d'une avance sur ses compagnons d'échappée, bien qu'ils soient arrivés en même temps. Il possède également une avance de plus de 4 minutes sur une partie du peloton et de plus de 7 minutes sur les favoris du Tour, parmi lesquels Coppi.
| Classement général | Classement général  | Classement général | Classement général | Classement général |
|                    | Coureur             | Pays               | Équipe             | Temps              |
| ------------------ | ------------------- | ------------------ | ------------------ | ------------------ |
| 1er                | Rik Van Steenbergen | Belgique           | Belgique           | en 6 h 26 min 31 s |
| 2e                 | Maurice Blomme      | Belgique           | Belgique           | + 30 s             |
| 3e                 | Pierre Pardoën      | France             | Nord-Est / Centre  | + 1 min 0 s        |
| 4e                 | Robert Vanderstockt | Belgique           | Belgique           | + 3 min 54 s       |
| 5e                 | Jean-Marie Cieleska | France             | Nord-Est / Centre  | + 4 min 8 s        |
| 6e                 | André Bernard       | France             | Ouest / Sud-Ouest  | + 4 min 8 s        |
| 7e                 | Nello Lauredi       | France             | France             | + 4 min 8 s        |
| 8e                 | Hans Dekkers        | Pays-Bas           | Hollande           | + 4 min 8 s        |
| 9e                 | Andrea Carrea       | Italie             | Italie             | + 4 min 8 s        |
| 10e                | Alex Close          | Belgique           | Belgique           | + 4 min 8 s        |
| 11e                | Jacques Renaud      | France             | Paris              | + 4 min 8 s        |
| 12e                | Eugène Telotte      | France             | Paris              | + 4 min 8 s        |
| 13e                | Wout Wagtmans       | Pays-Bas           | Hollande           | + 4 min 8 s        |
| 14e                | Georges Decaux      | France             | Paris              | + 4 min 29 s       |
| 15e                | Jacques Vivier      | France             | Ouest / Sud-Ouest  | + 5 min 50 s       |
| modifier           |                     |                    |                    |                    |

### Classement de la montagne
Aucune ascension répertoriée n'a encore été franchie. Aucun coureur n'est donc classé au classement de la montagne.

### Classement par équipes
L'équipe de Belgique a logiquement remporté le premier prix du Challenge international / Martini (sponsor du classement par équipes) en plaçant trois de ses coureurs parmi les quatre premiers de l'étape. L'équipe régionale Nord-Est / Centre, grâce notamment aux bons classements de Pardoën et Cieleska, se classe deuxième et décroche la prime de la  première équipe régionale.
| Classement par équipes | Classement par équipes | Classement par équipes | Classement par équipes |
|                        | Équipe                 | Pays                   | Temps                  |
| ---------------------- | ---------------------- | ---------------------- | ---------------------- |
| 1re                    | Belgique               | Belgique               | en 19 h 23 min 57 s    |
| 2e                     | Nord-Est / Centre      | France                 | + 8 min 5 s            |
| 3e                     | Paris                  | France                 | + 8 min 21 s           |
| 4e                     | Hollande               | Pays-Bas               | + 11 min 13 s          |
| 5e                     | Ouest / Sud-Ouest      | France                 | + 12 min 55 s          |
| 6e                     | Italie                 | Italie                 | + 14 min 26 s          |
| 7e                     | France                 | France                 | + 14 min 26 s          |
| 8e                     | Afrique du Nord        | France                 | + 17 min 39 s          |
| 9e                     | Espagne                | Espagne                | + 17 min 39 s          |
| 10e                    | Luxembourg / Australie | Luxembourg             | + 17 min 39 s          |
| modifier               |                        |                        |                        |

Leaders des classements généraux
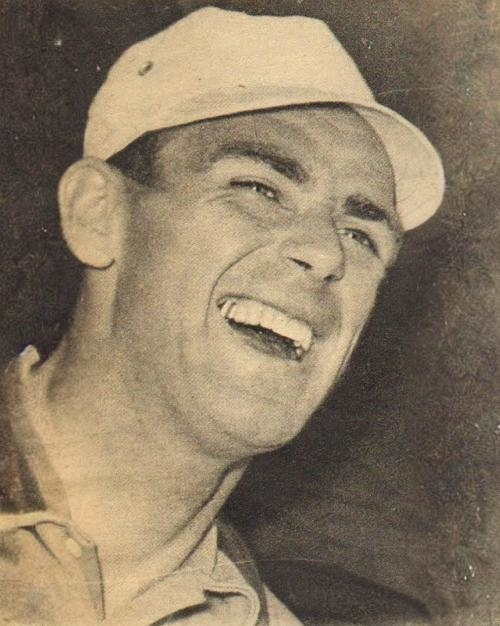
Rik Van Steenbergen (Équipe de Belgique) Leader du classement général individuel
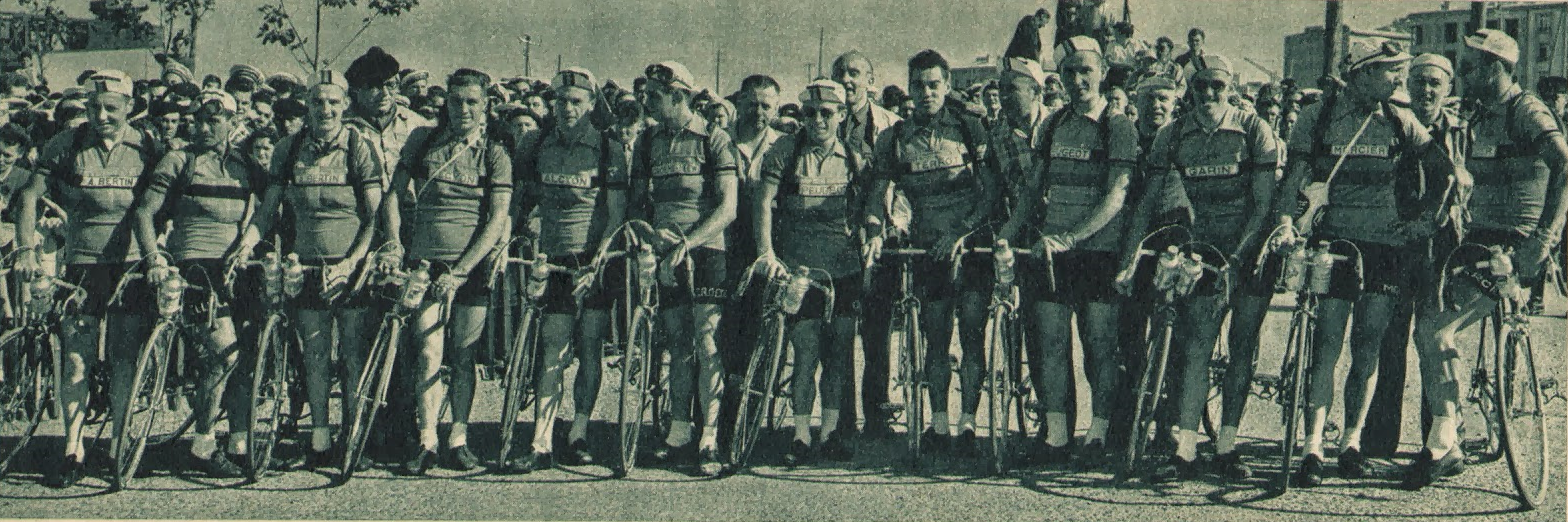
L'équipe de Belgique Leader du classement général par équipes

## Abandons, exclusions
La liste des coureurs classés à l'arrivée d'une étape est établie par la direction du Tour en retirant de la liste de départ les coureurs qui ont abandonné en cours d'étape (abandon), les coureurs qui ont franchi la ligne d'arrivée avec un temps de course qui excède de 10 % celui du vainqueur (arrivée hors délais) et enfin les coureurs exclus pour une raison disciplinaire (mise hors course).

### Abandon
- Mustapha Chareuf (Afrique du Nord)[85].

## Statistiques
La 1re étape du Tour de France 1952 représente dans l'histoire du Tour depuis 1903, :
- la 711e étape disputée (dont 75 semi-étapes) ;
- la 3e fois que le grand départ se passe en dehors de la région parisienne, la 23e fois que Brest est choisie comme ville-étape et la 6e fois pour Rennes ;
- la 3e victoire d'étape dans la carrière de Rik Van Steenbergen, mais la 1re fois qu'il est en tête du classement général ;
- la 194e victoire d'étape d'un coureur belge. La Belgique était alors la deuxième nation la plus victorieuse sur le Tour après la France (334 victoires).
- Rik Van Steenbergen devient le 24e coureur belge à porter le maillot jaune et le 30e à être en tête du classement général. Il s'agit également du 198e jour du Tour au cours duquel un coureur belge est en tête du classement général..
- la 10e fois qu'un coureur belge gagne la 1re étape, et la 9e  fois qu'il prend également la tête du classement général dès la 1re étape. C'est la première fois que cela se produit depuis la reprise du Tour en 1947.